# هيرمون هوسمر سكوت
هيرمون هوسمر سكوت (بالإنجليزية: Hermon Hosmer Scott) هو مهندس الصوت أمريكي، ولد في 28 مارس 1909، وتوفي في 13 أبريل 1975.